# 日本の伝統音楽の作曲家一覧
日本の伝統音楽の作曲家一覧（にほんのでんとうおんがくのさっきょくかいちらん）

## 古代〜17世紀
- 大戸清上（おおべ の きよかみ {おおと の きよかみ} 、? - 839年）
- 源博雅（みなもと の ひろまさ、918年 - 980年）
- 生仏（しょうぶつ、生没年不詳）
- 世阿弥（ぜあみ、1363年? - 1443年?）
- 沢住検校（さわずみ けんぎょう、生没年不詳）
- 淵脇了公（ふちわき りょうこう、生没年不詳）
- 八橋検校（やつはし けんぎょう、1614年 - 1685年）
- 佐山検校（さやま けんぎょう、? - 1694年）
- 二世杵屋勘五郎（きねや かんごろう、1615年 - 1699年）
- 野川検校（のがわ けんぎょう、? - 1717年）
- 都太夫一中（みやこだゆう いっちゅう、1650年 - 1724年）
- 竹本義太夫（たけもと ぎだゆう、1651年 - 1714年）
- 生田検校（いくた けんぎょう、1655年 - 1715年）
- 宮古路豊後掾（みやこじ ぶんごのじょう、 1660年頃 - 1740年）
- 三橋検校（みつはし けんぎょう、? - 1760年）
- 初世宮古路薗八（みやこじ そのはち、生没年不詳）

## 18世紀
- 初世常磐津文字太夫（ときわづ もじたゆう、1709年 - 1781年）
- 初世黒沢琴古（くろさわ きんこ、1710年 - 1771年）
- 二世杵屋六三郎（きねや ろくさぶろう、1710年 - 1791年）
- 初世鶴賀新内（つるが しんない、1714年 - 1774年）
- 藤植検校（ふじうえ けんぎょう、生没年不詳）
- 二世鶴賀新内（つるが しんない? - 1810年）
- 山田検校（やまだ けんぎょう、1757年 - 1817年）
- 藤永検校（ふじなが けんぎょう、生没年不詳）
- 初世清元延寿太夫（きよもと えんじゅだゆう、1777年 - 1825年）
- 政島検校（まさじま けんぎょう、? - 1779年）
- 藤尾勾当（ふじお こうとう、生没年不詳）
- 鶴山勾当（つるやま こうとう 生没年不詳）
- 峰崎勾当（みねざき こうとう、生没年不詳）
- 三つ橋勾当（みつはし こうとう、生没年不詳）
- 九代目 杵屋六左衛門（きねや ろくざえもん、? - 1819年）
- 松浦検校（まつうらけんぎょう、? - 1822年）
- 石川勾当（いしかわ こうとう、生没年不詳）
- 八重崎検校（やえざき けんぎょう、1776年? - 1848年）
- 四世杵屋六三郎（きねや ろくさぶろう、1779年 - 1855年）
- 菊岡検校（きくおか けんぎょう、1792年 - 1847年）
- 光崎検校（みつざき けんぎょう、? - 1853年?）
- 富士松魯中（ふじまつ ろちゅう、1797年 - 1861年）

注：検校（けんぎょう）とは、盲目の音楽家に与えられた当時の官位の中の最高位。勾当は二番目の位。

## 19世紀
- 吉沢検校（よしざわ けんぎょう、1800年 - 1872年）
- 十代目杵屋六左衛門（きねや ろくざえもん、1800年 - 1858年）
- 十一代目杵屋六左衛門（きねや ろくざえもん、1815年 - 1877年）
- 二世杵屋勝三郎（きねや かつさぶろう、1820年 - 1896年）
- 二世豊沢団平（とよざわ だんぺい、1828年 - 1898年）
- 宮城道雄（みやぎ みちお、1894年 - 1956年）